# Caisse des dépôts et consignations
Cet article concerne l'institution française. Pour l'institution béninoise, voir Caisse des dépôts et consignations (Bénin). Pour l'institution tunisienne, voir Caisse des dépôts et consignations (Tunisie).
La Caisse des dépôts et consignations (CDC), parfois simplement appelée Caisse des dépôts, est une institution financière publique française créée en 1816 par Louis XVIII.
Son directeur est nommé par décret en Conseil des ministres du président de la République.
Le directeur est placé sous le contrôle permanent d'une commission de surveillance rendant compte au Parlement francais, devant valider ses grandes décisions.  Cette commission a le pouvoir de le démettre.
La Caisse des dépôts et consignations et ses filiales constituent un groupe public au service de l'intérêt général et du développement économique du pays. Ce groupe remplit des missions d'intérêt général en appui des politiques publiques conduites par l'État et les collectivités territoriales et peut exercer des activités concurrentielles.
Elle emploie à la fois des fonctionnaires et du personnel de droit privé sous le régime des conventions collectives.
Son siège se situe dans le 7e arrondissement de Paris.

## Histoire

### Création de la Caisse d'amortissement par l'EmpereurNapoléonIer

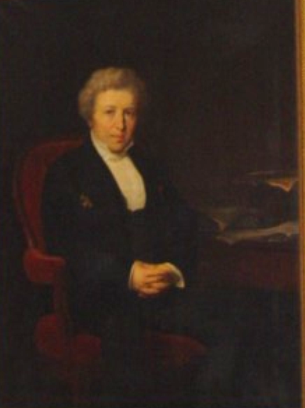
Le Comte Jean Bérenger (1767-1850).

Dans un discours au Conseil des Cinq-Cents du 9 messidor an V par le membre du Tribunat Jean Bérenger (1767-1850), avait été évoquée pour la première fois l’idée d’une caisse d’amortissement. (27 juin 1797) : « une des mesures les plus urgentes quant à la dette publique : se séparer du service journalier des arriérés, et affecter celui-ci à une caisse d’amortissement ».
Cette caisse sera créée trois ans plus tard, en 1800, sous le nom de Caisse de garantie et d'amortissement et installée rue de l'Oratoire dans l'ancien couvent de la congrégation de l'Oratoire du Louvre.
C'est en même temps une caisse de garantie et de dépôt.
Son rôle est de garantir le paiement des obligations en souffrance, de contribuer à l'amortissement de la dette, et, accessoirement, de concourir à l'établissement de la Banque de France en prenant de ses actions pour un montant de cinq millions, soit près de la moitié de son capital initial. Bonaparte nomme très vite Jean Bérenger au poste de Directeur général de cette caisse, à la place de Mollien, nommé Ministre du Trésor public en remplacement de Barbé-Marbois, évincé après la crise de la fin de 1805.
Elle est dirigée pendant presque tout le Premier Empire par ce même Jean Bérenger, l'un des inspirateurs du Conseil d'État et de la refondation de la Cour des comptes.

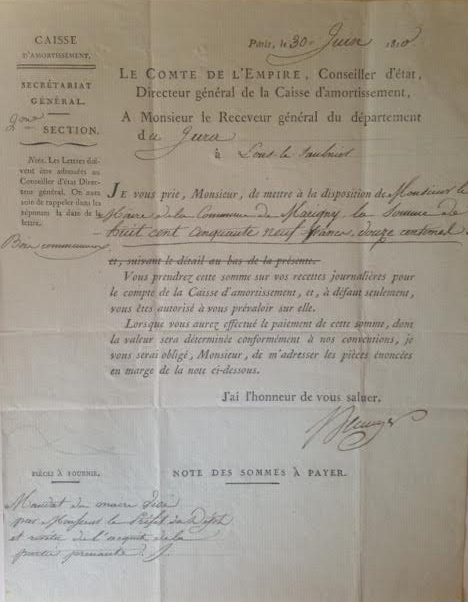
Archives du directeur général de la Caisse d'amortissement sous Napoléon Bonaparte (comte Bérenger 1767-1860).

Bérenger était pénétré de la nécessité de fonder le crédit de l'État ; le moyen le plus efficace était, dans sa conviction, d'assurer la régularité du service de sa dette : que le jeu régulier d'un amortissement, atténuant chaque année une partie de la dette publique, offrait une garantie aux créanciers pour le service annuel des intérêts et pour le remboursement du capital de leurs créances, à la condition que le service de l'amortissement soit mis au premier rang des charges publiques et soit solidement assuré. L'empereur avait compris le système développé par Bérenger, et pour le mettre en pratique il avait nommé Bérenger lui-même directeur général de la caisse d'amortissement. On sait que les désastres de la guerre de Russie, en 1812, de la campagne de Dresde de 1813 et enfin de l'invasion d'une partie de l'empire par les armées de l'Europe, en 1814, paralysèrent l'action de cette institution. Mais quand on suit la marche que le directeur général avait voulu lui imprimer, on reconnaît que cette organisation avait été bien conçue, et bien établie.
La Caisse d'amortissement est chargée de toutes les opérations relatives à l’amortissement de la dette publique. Comme caisse de garantie, du remboursement à présentation des obligations souscrites par les receveurs généraux qui ne seraient point acquittées par eux ; de la comptabilité générale des cautionnements, de leur remboursement dans les cas prévus par les lois, et la distribution des intérêts qui y sont attribués. Comme caisse des dépôts, du service des consignations dans tout l’Empire, tel qu’il est organisé par la loi du 28 messidor, an XIII ; du dépôt et du placement en accumulation du produit des effets militaires mis hors de service ; placement en accumulation des retenues faites sur le traitement des employés consolidés pour former un fonds de retraite, des administrations publiques, ou de leur conversion en 5 % ; du placement du produit libre des biens communaux, du dépôt des biens communaux, du dépôt du dixième du revenu foncier des communes, destiné à l’entretien du culte, et leur contingent pour l’établissement des dépôts de mendicité, du dépôt des produits et droits sur la sortie des grains.

### La Caisse des dépôts et consignations issue de la loi du 28 avril 1816

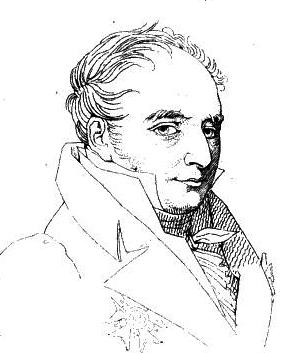
Louis-Emmanuel Corvetto, ministre des Finances sous Louis XVIII, à l'initiative de la création de la CDC.

Les Caisses des dépôts et consignations ont été créées par la loi du 28 avril 1816. Elles remplaçaient l’ancienne « Caisse d’amortissement ».
La création d'une nouvelle caisse en 1816 intervient dans un contexte de forte dette publique, aggravée par l'épisode des Cent-Jours. Alors qu'il est ministre des Finances du cabinet Richelieu, Louis-Emmanuel Corvetto (1756-1821) en suggère la création au roi Louis XVIII, afin d'assurer le financement à court terme de l'État alors que celui-ci était contraint, en septembre 1814, d'emprunter au taux de 8 %. Méfiant envers la Banque de France, encore liée au souvenir de Napoléon, Louis XVIII décide ainsi la création de cette nouvelle institution bancaire, qui utilise les consignations et les dépôts des notaires pour acheter la dette publique. La loi de 1816 garantit en outre l'indépendance de la caisse à l'égard des changements de majorité, en disposant qu'elle est placée « de la manière la plus spéciale sous la surveillance et la garantie de l'autorité législative », formulation qu'on retrouve dans l'actuel article L. 518-2 du Code monétaire et financier. Corvetto déclare alors, devant la Chambre des députés : « Nous posons la première pierre d'un édifice dont l'utilité s'agrandira avec le temps ».
De fait, dès 1818, le banquier Benjamin Delessert (1773-1847) suggère à Corvetto d'étendre le financement de la caisse par la création des caisses d'épargne et du livret A, destiné à l'épargne des classes moyennes émergentes. La première caisse d'épargne ouvre ainsi à Paris en mai 1818. Il faudra néanmoins attendre la loi du 31 mars 1837 pour que les fonds collectés sur les livrets des caisses d'épargne passent sous le contrôle de la Caisse des dépôts ; en 1881, le livret postal participera aussi à son financement.
En 1822, alors que l'État ré-équilibre son budget, le ministre des Finances Joseph de Villèle (1773-1854), qui sera bientôt nommé Premier ministre, profite des fonds de la Caisse des dépôts pour financer le développement industriel, avec un premier prêt pour la rénovation du port de Dunkerque. Elle prend des participations dans la Compagnie des quatre canaux, devenue société anonyme en 1823.

### La Caisse des dépôts sous le Second Empire
Progressivement, la Caisse des dépôts gagne le contrôle de divers dépôts liés à l'instauration embryonnaire d'un « État-providence » ou « État assurantiel » (Pierre Rosanvallon), dont la première caisse de retraite pour vieillesse (1850) et la Caisse nationale d'assurances en cas de décès ou d'accidents (1868).

### La Caisse des dépôts sous la Troisième République
À partir de 1905, la Caisse des dépôts participe au financement de la construction du logement social, activité qui demeure aujourd'hui l'un de ses axes prioritaires. Tout au long du XXe siècle, la Caisse des dépôts continue à être le bras armé financier de l'État, symbole d'un certain capitalisme rhénan.

### La Caisse des dépôts sous la Quatrième République
En 1953, le directeur du Trésor, François Bloch-Lainé, est nommé à la tête de la Caisse des dépôts et consignations. Il y remplit deux septennats. Il développe considérablement le rôle de l'institution dans le financement du logement social et accorde ses priorités avec celle du Commissariat général du Plan. L'accroissement des dépôts dans les livrets de caisses d'épargne augmentent la capacité financière de la Caisse.

### La Caisse des dépôts sous la Cinquième République
Durant les années 1980, la financiarisation de l'économie française réduit les capacités financières de la Caisse des dépôts et consignations. Une part importante des fonds jadis placés dans les livrets, comme le livret A, sont placés à la bourse de Paris, et la baisse du taux d'intérêt garanti sur les livrets de la Caisse font fuir les épargnants. En 1985, 17 milliards de francs sont retirés par les particuliers de la Caisse, à peine compensés par les nouveaux dépôts. L'institution est contrainte d'augmenter le plafonds de dépôt de 72 000 à 80 000 francs en juin 1987 pour enrayer l'hémorragie. En septembre 1987, une caisse autonome de refinancement est mise en place pour augmenter les capitaux de la Caisse des dépôts de 15 à 20 milliards de francs. Ayant pris le tournant de la financiarisation, la Caisse gère des sociétés d'investissement à capital variable (sicav) à hauteur de 53 milliards en 1985, devenus 84 milliards en 1986, soit 9,5 % du marché obligataire français. La Caisse des dépôts gère alors 180 milliards de francs d'obligations, et 23,5 milliards de francs d'actions.
À la fin des années 1980, elle détient des participations se montant à plus d'un milliard de francs, dans des firmes telles que la Compagnie du Midi (futur Axa), Air liquide, la Générale des eaux (devenue Vivendi), BSN (devenu Danone), Peugeot, Total (devenu TotalFinaElf), Lafarge, etc. En 1988, elle soutient Marceau Investissement, le groupe créé par Georges Pébereau, lors de son raid manqué contre la Société générale. Gérant plus de mille milliards de francs en 1987, elle est la première institution bancaire du monde.
En 1991, la Cour des comptes dénonce son intervention, la Caisse des dépôts ayant été active dans la recomposition de groupes tels que la Compagnie des wagons-lits, le Club Méditerranée, Canal+, etc. À son arrivée au pouvoir en 1993, Édouard Balladur décide de démanteler la CDC. Finalement, la réforme n'aboutira en 1995, qu'au changement du mandat du directeur général qui, d'inamovible, est réduit à une durée de cinq ans. La caisse continue à financer nombre d'activités — notamment celles peu prises en charge par le privé — telles que l'économie sociale, le renouvellement urbain et la construction du logement social, et la protection de l'environnement. En 1996, elle participe au sauvetage du Crédit foncier de France, mais ses activités sont toutefois en retrait. À partir de 1999, une privatisation partielle aura lieu, avec la création par la caisse d'une filiale chargée des activités concurrentielles, la CDC IXIS : deux ans plus tard, la CDC IXIS passera sous le contrôle de la coentreprise EULIA, détenue à la fois par la CDC et la Caisse nationale des Caisses d'épargne (CNCE). Après un rapprochement avec la Banque populaire, cela donne lieu en 2006 à la création d'un nouveau groupe, Natixis, introduit en Bourse.
La présidence de Nicolas Sarkozy relance cependant les activités d'investissement de la CDC, avec notamment la décision, en 2008, de créer une filiale spécifique à cet effet, le Fonds stratégique d'investissement. La crise financière et bancaire provoque parallèlement les premières pertes de la CDC.

## Statut et gouvernance

### Statut
La Caisse des dépôts et consignations est régie par les articles L. 518-2 et suivants du Code monétaire et financier, revus en 2008 par la loi de modernisation de l'économie puis en 2019 par la loi relative à la croissance et la transformation des entreprises. Ses missions sont fixées par l'article L.518-2 du Code monétaire et financier, tel qu'issu de la loi de 2008 :

« La Caisse des dépôts et consignations et ses filiales constituent un groupe public au service de l'intérêt général et du développement économique du pays. Ce groupe remplit des missions d'intérêt général en appui des politiques publiques conduites par l'État et les collectivités territoriales et peut exercer des activités concurrentielles.
La Caisse des dépôts et consignations est un établissement spécial chargé d'administrer les dépôts et les consignations, d'assurer les services relatifs aux caisses ou aux fonds dont la gestion lui a été confiée et d'exercer les autres attributions de même nature qui lui sont légalement déléguées. Elle est chargée de la protection de l'épargne populaire, du financement du logement social et de la gestion d'organismes de retraite. Elle contribue également au développement économique local et national, particulièrement dans les domaines de l'emploi, de la politique de la ville, de la lutte contre l'exclusion bancaire et financière, de la création d'entreprise et du développement durable.
La Caisse des dépôts et consignations est un investisseur de long terme et contribue, dans le respect de ses intérêts patrimoniaux, au développement des entreprises.
La Caisse des dépôts et consignations est placée, de la manière la plus spéciale, sous la surveillance et la garantie de l'autorité législative.
Elle est organisée par décret en Conseil d’État, pris sur la proposition de la commission de surveillance. »

— Code monétaire et financier, art. L. 518-2
Jusqu'en 2019, elle était soumise au contrôle de la Cour des comptes.
Tout comme la Banque de France, c'est une personne morale de droit public sui generis : aux termes de l'article précité, un « groupe public au service de l'intérêt général et du développement économique du pays ».
Chaque année, le groupe Caisse des Dépôts contribue, via différents mécanismes, au budget de l'État. En 2022, une sommes de 2,4 milliards d’euros est reversée à l’Etat. Ce montant s'élevait à 2,5 milliards d’euros en 2021.

### Commission de surveillance
La Caisse des dépôts est placée sous le contrôle d'une commission de surveillance. La commission de surveillance a pour rôle de veiller au contrôle sur les décisions majeures, les orientations stratégiques, les prises de participation, la gestion du Fonds d'épargne et la vérification des comptes de la Caisse des dépôts. Elle est composée de seize membres :
1. Trois députés : deux membres de la commission chargée des finances, dont un au moins appartient à l’opposition, et un membre de la commission chargée de l'économie ;
2. Deux sénateurs : un membre de la commission chargée des finances, un membre de la commission chargée de l'économie ;
3. Le directeur général ou la directrice générale du Trésor ou son représentant/sa représentante ;
4. Trois personnalités qualifiées désignées par le président ou la présidente de l'Assemblée nationale ;
5. Deux personnalités qualifiées désignées par le président ou la présidente du Sénat ;
6. Trois personnalités qualifiées nommées par décret, après avis public d'un comité comprenant un représentant ou une représentante du Conseil d'État, de la Cour des comptes, une personne désignée par le gouverneur de la Banque de France et trois personnes nommées par le ministre de l'économie ;
7. Un représentant et une représentante du personnel.

La commission de surveillance élit son président ou sa présidente parmi les parlementaires qui la composent. Depuis le 20 novembre 2024, le président est Jean-René Cazeneuve, député de la Première circonscription du Gers.

### Directeur général
La Caisse des dépôts et consignations est dirigée et administrée par un directeur général ou une directrice générale nommé·e pour cinq ans par décret du président ou de la présidente de la République pris en Conseil des ministres. Le directeur général ou la directrice générale prête serment devant la commission de surveillance « de défendre l'autonomie de l'établissement et de garantir l'inviolabilité des fonds qui lui sont remis en garde ». Il peut être mis fin à ses fonctions, sur proposition, ou après avis —qui peut être rendu public— de la commission de surveillance. De juillet 2012 à avril 2014, cette fonction est occupée par Jean-Pierre Jouyet. Le préfet Pierre-René Lemas, jusqu'alors secrétaire général de la présidence de la République, lui succède de mai 2014 au 8 décembre 2017, date de la nomination d'Éric Lombard.

### Instances de représentation du personnel
En remplacement du comité social et d'un comité social et économique, un décret du 5 juin 2018 institue un « comité unique de l'établissement public » (CUEP). Ce comité unique comprend une commission des personnels publics et une commission des salariés ainsi qu'une commission « santé, sécurité et conditions de travail ». Une délégation du personnel privé reprend certaines attributions des délégués du personnel.

## Implantations

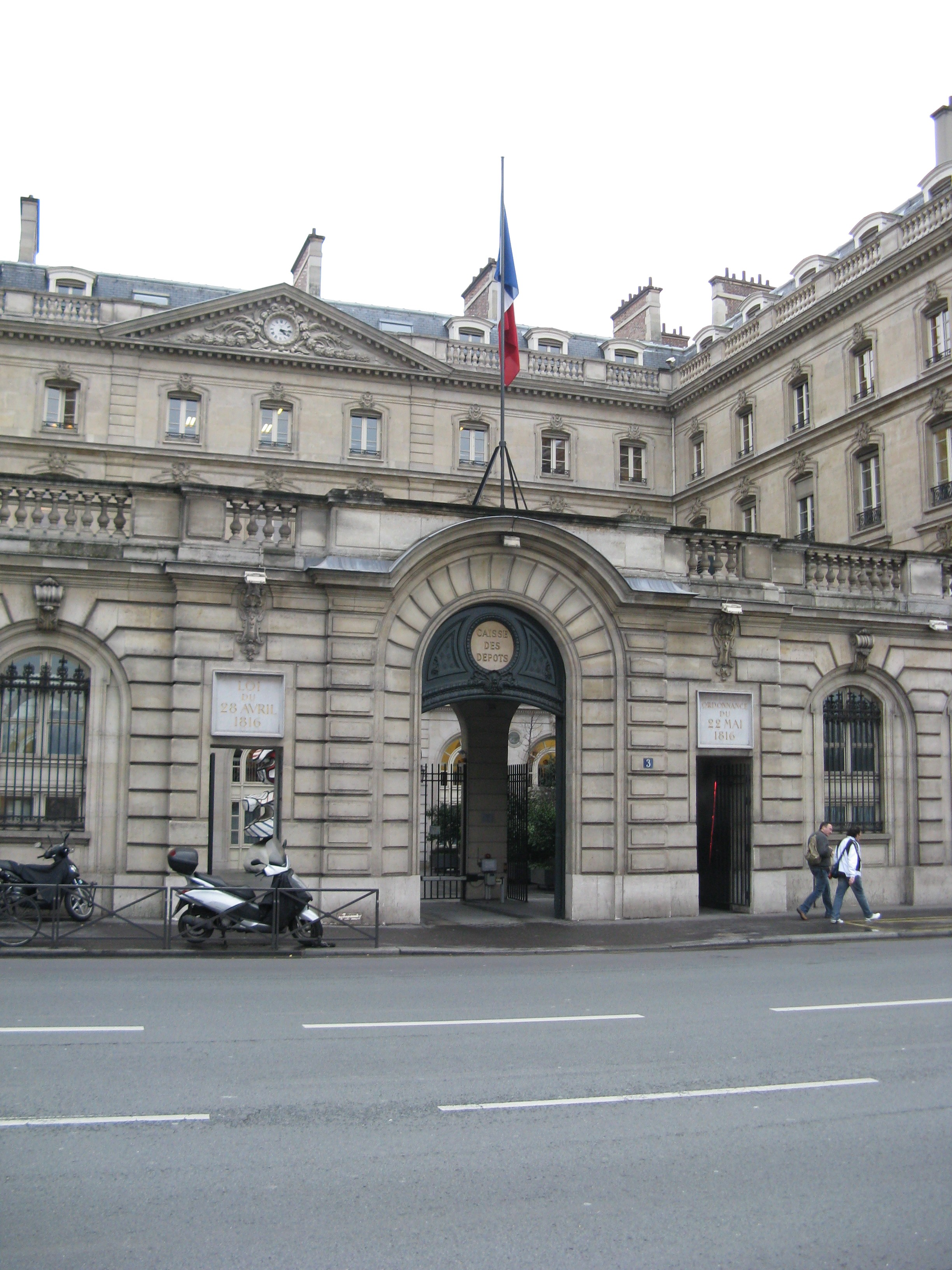
Le bâtiment du siège de la CDC, entrée du 3 quai Anatole-France (Paris 7e).

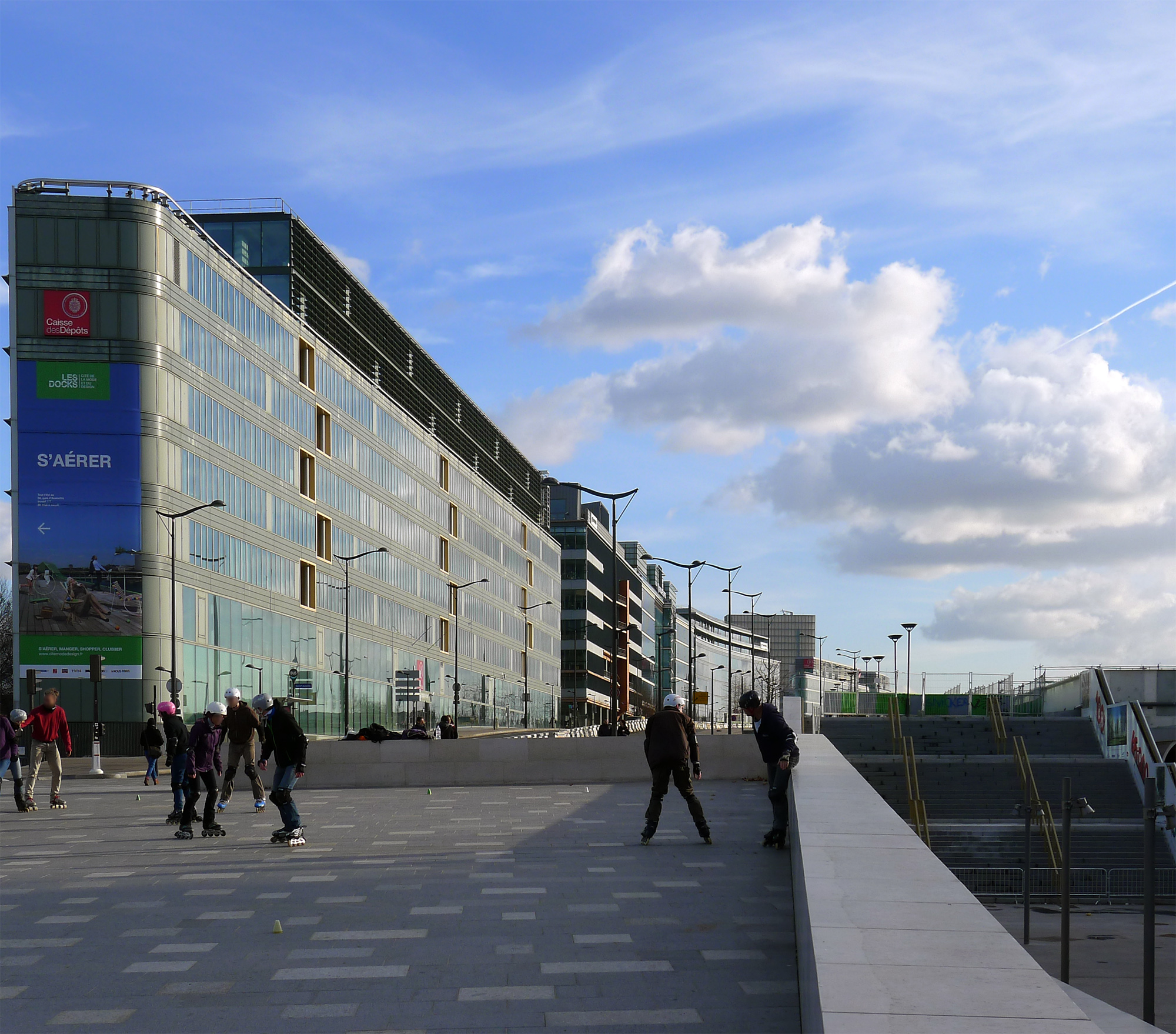
Bâtiment moderne de la CDC situé à proximité de la gare d’Austerlitz (Paris 13e.

Le siège de la Caisse des dépôts est situé dans le 7e arrondissement de Paris au 56, rue de Lille, dans l'hôtel de Belle-Isle, à côté du musée d'Orsay. L'hôtel de Pomereu, situé à proximité au 67 rue de Lille, abrite des bureaux et des salles de réception. Certains de ses services et filiales sont installés à Paris Rive Gauche, entre le quai d'Austerlitz et l'avenue Pierre-Mendès-France, dans un bâtiment conçu par l'architecte français Christian Hauvette et l'artiste américain James Turrell, ainsi qu'à Arcueil, Bordeaux et Angers.
La Caisse des dépôts et consignations dispose en métropole et outre-mer d’un réseau de 13 directions régionales en métropole et 8 en outre-mer.
Dans les départements, pour certaines opérations financières, la Caisse des dépôts s'appuie également sur le réseau des comptables du Trésor.
Elle emploie à la fois des fonctionnaires et du personnel de droit privé.

## Missions actuelles
Les missions de la CDC sont aujourd'hui décrites aux articles L. 518-2 et suivants du Code monétaire et financier. En 2018, sous l'impulsion de son nouveau directeur général, Éric Lombard, la Caisse des dépôts se réorganise en quatre métiers (Banque des territoires, politiques sociales, gestion des participations stratégiques et gestions d'actifs) et s'appuie sur deux partenaires (Bpifrance et le groupe La Poste).

### Missions d'intérêt général
Elle assure, pour le compte de l'État et des collectivités territoriales des missions d'intérêt général :
- gestion des fonds d'épargne (Livret A, LDDS, etc.), financement du logement social par l'intermédiaire de ces fonds ;
- financement et acteur de la politique de la ville ;
- gestion des « dépôts légaux des notaires »[20].
- accompagnement des universités dans leurs projets et le financement de leur autonomie ;
- promotion et recherche (notamment via CDC Biodiversité, I4CE et Novethic) et financement du développement durable ;
- développement des territoires aux côtés des collectivités locales (un réseau de 37 implantations au sein de 16 directions régionales sur le territoire national et outre-mer) ;
- gestion de régimes de retraite (70 fonds gérés, près de 63 000 employeurs publics, soit au total la gestion d'un retraité sur cinq)[21] ;
- gestion bancaire du service public de la Justice et de la Sécurité sociale (notamment les consignations) ;
- grand investisseur institutionnel de long terme ;
- gestion de mandats publics (fonds européens, registre des gaz à effet de serre…).
- mise à disposition de la plate-forme Ciclade pour que toute personne puisse rechercher gratuitement si elle est titulaire, souscripteur, adhérent, bénéficiaire ou ayant droit de contrats d'assurances-vie et de comptes inactifs dont les sommes ont été transférées à la Caisse des dépôts[22].

### Consignation
La consignation est une mission d’intérêt général de la Caisse des dépôts qui consiste à recevoir des fonds, les conserver et les restituer aux personnes bénéficiaires.
Les sommes consignées à la Caisse des dépôts sont conservées pendant trente ans. Après trente ans, sans manifestation du bénéficiaire, l’argent est versé à l’État.
Une condition est nécessaire pour consigner : la consignation doit être prévue par une disposition d’une loi ou d’un décret, par une décision de justice (jugement, ordonnance…) ou encore par une décision administrative (arrêté préfectoral, municipal…).
Cette mission de consignataire est unique en France. Elle est indissociable du statut spécifique de la Caisse des dépôts.
Outre les consignations, la Caisse des dépôts reçoit des dépôts spécialisés obligatoires et prévus par la loi tels que : les revenus des enfants du spectacle et du mannequinat, les comptes bancaires inactifs et les contrats d’assurance-vie en déshérence…

### Activités concurrentielles
Elle gère en outre des activités concurrentielles par l'intermédiaire de ses filiales et participations :

#### Développement des territoires
- Icade, ex-SCIC, holding dans l'immobilier, essentiellement recentrée sur le tertiaire (bureaux, parcs tertiaires, centres commerciaux, équipements de santé, etc.) ;
- Transdev (66 %[24])[25] : opérateur de transport collectif né de la fusion de Transdev, filiale de la CDC, et Veolia Transport en 2011 ;
- Egis (34 %) : groupe d'ingénierie et de conseil dans les infrastructures ;
- Compagnie des Alpes : exploitation de domaines skiables et de parcs de loisirs ;

#### Cohésion sociale
- CDC Habitat, premier bailleur français avec près de 300 000 logements gérés, spécialisé dans l'immobilier locatif d'intérêt général ;
- Groupe La Poste est une société anonyme française principalement présente en tant qu'opérateur de services postaux (courrier, colis et express), banque, assurance, opérateur de téléphonie mobile, fournisseur de services numériques et de solutions commerce, commerce en ligne (marketing, logistique) et collecte et vente de données ;

#### Développement des entreprises
- Bpifrance : CDC Entreprises, le fonds stratégique d'investissement (FSI), FSI Régions et Oséo ont été réunies en 2013 dans la banque publique d'investissement, sous le nom Bpifrance ; la société anonyme Bpifrance est détenue à 50 % par la CDC et à 50 % par l'État, via l'EPIC BPI-Groupe[26].

#### Environnement

Logo de la Société forestière

Logo de CDC Biodiversité

Logo du programme Nature 2050

- Société forestière : cette société anonyme à conseil d'administration créée en 1966, filiale de la CDC, est un important gestionnaire sylvicole de France avec 300 000 ha appartenant à des propriétaires privés, notamment institutionnel (banques, assurances, fonds financiers) mais aussi particuliers et groupements forestiers familiaux, proposant des services d'investissement, de gestion et d'expertise ; cette filiale privée de la CDC est dans une logique d'optimisation de la valeur des forêts, de leur production économique et écologique, et de plus-values immobilières du fonds forestiers (achats-ventes de forêts), conciliant une gestion durable à long terme de la forêt. La CDC possède 15 800 ha de forêts dans les Landes. En 2020, elle emploie 154 salariés et réalise un chiffre d'affaires de 19,6 M€[27]. Elle a pour président depuis juillet 2023, Christophe Bourdillon, haut fonctionnaire et pour directrice générale Céline Scemama[28].
- CDC Biodiversité : cette société par actions simplifiée (SAS), filiale de la CDC, créée en 2007, a pour objet de concilier développement économique et préservation des écosystèmes naturels. Pour ce faire, elle intervient sur des projets territoriaux affectant la nature (infrastructure, opérations immobilières…), portés par des maîtres d’ouvrage publics et privés, qui lui délèguent le pilotage de leurs actions réglementaires de compensation écologique, par la restauration de la biodiversité sur des milieux dégradés puis la gestion des espaces naturels réhabilités, à long terme (en général 30 ans). Cette filiale a fait des programmes de compensation écologique l'une de ses spécialités. Entre 2009 et 2019, elle a piloté la réalisation de plus d'une soixantaine de projets et la création de sites naturels de compensation[29]. Par ailleurs, en 2016, elle initie le programme Nature 2050 ayant pour ambition de restaurer la biodiversité et d’adapter les espaces naturels aux changements climatiques. Ce programme est mené en partenariat avec les scientifiques (MNHN) et les associations de protection de la nature (LPO, FNH, FNE)[30]. En 2020, cette société implantée en France dans 8 agences régionales et bureaux, emploie 42 salariés et réalise un chiffre d’affaires de 7,2 M€[31]. Elle a pour présidente depuis janvier 2023, Marianne Louradour[32].

### Investisseur institutionnel
Le rôle d'investisseur institutionnel de la Caisse des dépôts s'est grandement renforcé depuis le milieu des années 2000. Ainsi, l'institution est-elle représentée au conseil d'administration des grandes entreprises, notamment du CAC 40. À son arrivée comme directeur général, Augustin de Romanet a souhaité améliorer la lisibilité des actions de la CDC. Le plan stratégique, défini en 2007, prévoit la mise en place de doctrines d'actions et d'une charte des administrateurs qui ont été rendues publiques en décembre 2008.
Ces doctrines couvrent deux champs d'action : l'investisseur et le mandataire.
- Investisseur : la Caisse des dépôts exerce son métier d'investisseur financier et son métier d'investisseur dans des projets d'intérêt général. Elles comportent des principes communs d'investissement (long terme, essentiellement sur le territoire national, actionnaire minoritaire, respect des principes pour l'investissement responsable (ISR), rentabilité visée, participation à la gouvernance de l'entreprise, accompagnement du projet industriel, etc.). Ces doctrines précisent également son rôle d'investisseur d'intérêt général : elle agit au profit du développement territorial et des PME. Ses investissements visent à répondre à des besoins collectifs, à la demande publique de l'État ou d'une collectivité territoriale, dans des secteurs insuffisamment couverts par le marché. Ses investissements respectent les règles des marchés et de la concurrence et prennent en compte les contraintes environnementales et de développement durable.
- Mandataire : la Caisse des dépôts exerce des missions publiques, confiées par l'État telles que : dépôts réglementés, épargne défiscalisée, retraite, financement du logement social, tenue du registre national des émissions de gaz à effet de serre, etc. Elle intervient comme « tiers de confiance », dans le cadre de « mandats formalisés » et elle s'engage à assurer une gestion performante.

En tant qu'investisseur institutionnel, la CDC est présente dans le capital de nombreuses entreprises. Cette dimension de « fonds souverain » a été fortement affirmée par la création d'un comité des sages chargé de superviser la présence de la CDC dans les grands groupes cotés. Après avoir été critiqué par la ministre des Finances Christine Lagarde, en décembre 2007, le rôle d'investisseur public de la Caisse des dépôts a été souligné avec force par le président Sarkozy en janvier 2008.
La CDC n'est plus l'actionnaire de référence des Caisses d'épargne françaises (Groupe Caisse d'épargne). Un accord, signé fin mai 2006, met fin à sa présence au capital de la CNCE (création de la banque d'affaires Natixis).
En 2013, la Caisse des dépôts et le Qatar nouent un partenariat doté de 300 millions d'Euros pour le soutien aux PME françaises. Les commentateurs considèrent que ce fonds a été créé pour éteindre une polémique sur les investissements du Qatar dans les banlieues françaises, née au moment de la campagne présidentielle de 2012.
Le 25 août 2015, le président de la République annonce le rapprochement de l'Agence française de développement (AFD), organisme de financement des pays en développement, avec le groupe de la Caisse des dépôts.

### Affaires et polémiques
En avril 2006, la Caisse des dépôts et consignations achète une partie du capital d'EADS cédé par DaimlerChrysler et Lagardère SCA, entraînant pour eux une importante plus-value latente. Cet épisode est un des volets de l'affaire EADS.
Dans l'affaire qui oppose les hommes d'affaires belge Albert Frère et français Jean-Marie Kuhn, une filiale de la Caisse des dépôts est citée pour avoir racheté la chaîne de restaurants Quick à un prix surévalué. L'ensemble des plaintes ont été jugées irrecevables, tant en France qu'en Belgique. En juin 2022, M. Kuhn annonce une volonté de saisir la CEDH.
En février 2015, la Cour des comptes fustige le plan d’attributions gratuites d'actions, mis en place entre 2007 et 2010 par Jérôme Gallot, président de CDC Entreprises, qui octroie la somme de 8,62 millions d’euros à 60 collaborateurs de l'institution, « dont la moitié de cette somme pour les dix principaux attributaires ». Le 9 mars 2021, la Cour de discipline budgétaire et financière condamne Jérôme Gallot à une amende de 100 000 euros, Pascal Largarde à une amende de 70 000 euros et Augustin de Romanet à une amende de 5000 euros,.
À l'occasion de la passation de pouvoirs entre Jean-Pierre Jouyet et Pierre-René Lemas en avril 2014, un jeu de chaises musicales est pointé du doigt, l'un et l'autre s'échangeant leurs postes respectifs à la CDC et au secrétariat général de l'Élysée,.
Olivier Sichel, directeur général délégué de l'institution démissionne le 1er janvier 2024 de la fonction publique et est réembauché le même jour par le directeur de la caisse, Éric Lombard, sous un contrat de droit privé, avec des avantages complémentaires, notamment et entre autres une très forte indemnité en cas de rupture de contrat de travail. Le montant de la rémunération d’Olivier Sichel atteint désormais le plafond applicable à celui des dirigeants d’établissements et d’entreprises publiques en vigueur, soit 450 000 euros, alors qu'il est le numéro deux de la caisse.

## Données financières

### En quelques chiffres
Les données présentées ci-après sont issues des différents rapports financiers de la CDC.
|                   | 2000 | 2005 | 2010 | 2015 | 2016 | 2017 | 2018 | 2019 | 2020* | 2021  | 2022  | 2023  |
| ----------------- | ---- | ---- | ---- | ---- | ---- | ---- | ---- | ---- | ----- | ----- | ----- | ----- |
| Bilan comptable** |      |      | 495  | 411  | 421  | 401  | 430  | 459  | 1 242 | 1 311 | 1 320 | 1 360 |
| Fonds propres**   |      |      | 46,7 | 44,7 | 47,9 | 48   | 51,9 | 57,6 | 51    | 62    | 59    | 68,3  |
| Résultat net**    |      |      | 3,7  | 2,5  | 2,4  | 2,6  | 3,9  | 3,1  | 0,8   | 4,6   | 4,2   | 3,9   |
| Versés à l’État** |      |      | 2,2  | 1,4  | 1,6  | 1,9  | 1,6  | 1,4  | 0,5   | 2,5   | 2,4   | 2,5   |

* La différence entre 2019 et 2020 s'explique entièrement par l'absorption de La Banque postale, CNP Assurances et SFIL par la CDC en 2020. Ainsi, les bilan comptable, fonds propres, etc. de la CDC viennent être gonflés par les propres bilan comptable, fonds propres, etc. de La Banque postale, CNP Assurances et SFIL. 

** Groupe CDC + Fonds d’Épargne (= 59,5% pour le Livret A et  LDDS, 50% pour le LEP).

## Chronologie
- 1816 : centralisation des fonds déposés par les particuliers chez les notaires, puis en 1985, des sommes reçues par les administrateurs judiciaires et mandataires judiciaires (AJ-MJ).
- 1822 : premier prêt au développement local (port de Dunkerque).
- 1837 : centralisation des fonds collectés par les Caisses d'épargne à la Caisse des dépôts. Cette disposition est étendue en 1881 au livret A de La Poste.
- 1850 : création et gestion de la première Caisse des retraites pour la vieillesse (CRV).
- 1868 : création des deux premières caisses d'assurance-vie, gérées par la Caisse des dépôts : la Caisse nationale d'assurances en cas de décès (CNAD) et la Caisse nationale d'assurances en cas d'accidents (CNAA). Elles fusionneront en 1959 pour donner naissance à la Caisse nationale de prévoyance (CNP), devenue CNP Assurances et introduite en Bourse en 1998.
- 1905 : premiers crédits au logement social, qui prendront toute leur ampleur avec la loi Loucheur de 1928[54].
- 1911 : recrutement des premières femmes.
- 1954 : création de la première filiale immobilière, pour répondre aux besoins urgents de construction de logements : la Société centrale immobilière de la Caisse des dépôts et consignations (SCIC) devenue Icade.
- 1955 : création de la Société centrale pour l'équipement du territoire (SCET), chargée du développement et du partenariat avec les sociétés d'économie mixte. Intégrée au groupe cdc habitat
- 1958 : membre fondateur de l’association de tourisme social VVF Villages via la SCIC, afin de faciliter le démarrage des opérations d’aménagement rural et d’équipements touristiques[55].
- 1960 : création des délégations régionales de la Caisse des dépôts et consignations, devenues directions régionales (au nombre de 25).
- 1963 : création de la Société forestière, filiale gestionnaire des domaines sylvicoles notamment ceux des investisseurs institutionnels.
- 1966 : création de la Caisse d'aide à l'équipement des collectivités locales (CAECL), pour compléter les financements direct de la Caisse des dépôts aux collectivités locales par des ressources de marché, qui donnera naissance au Crédit local de France (CLF) en 1987, puis à Dexia.
- 1989 : lancement du service Mairie-conseils, destiné à l'information et l'accompagnement des élus des communes de moins de 2 000 habitants
- 1994 : lancement d'un programme de financement en fonds propres des PME : PME innovation. Confié à sa filiale spécialisée, CDC Entreprises, son rôle s'amplifie en 2006 avec le dispositif France Investissement.
- 2001 : regroupement de l'ensemble des métiers financiers concurrentiels dans une filiale, CDC IXIS, cédée en 2004 aux Caisses d'épargne, en contrepartie d'une participation de 35 % dans la Caisse nationale des caisses d'épargne, vendue en 2006. La gestion administrative du Fonds de réserve pour les retraites est confiée à la CDC.
- 2004 : rachat à l'État de sa part majoritaire dans la SNI.
- 2005 : prise en charge, pour le compte de la Caisse autonome nationale de la sécurité sociale dans les mines (CANSSM) de la gestion des retraites minières[56] et intégration dans les effectifs de la CDC des 415 salariés de la CANSSM[57] ; création et gestion du registre national des quotas d'émission de gaz à effet de serre, à l'entrée en application du protocole de Kyoto et à l'ouverture du marché européen des quotas d'émission de gaz à effet de serre.
- 2006 : résultat financier record de 3,65 milliards d'euros.
- 2007 : lancement du plan stratégique Élan 2020, avec la mise en place de quatre priorités pour répondre aux urgences du pays : le logement, les entreprises, les universités et le développement durable.
- 2008 : première perte financière de 1,5 milliard d'euros, dans le contexte d'une crise financière internationale naissante. Depuis les années 1990, la CDC s'était également intéressée à l'environnement, via la Société forestière. Dans le cadre du Grenelle Environnement, en 2008, la CDC a mis en place un « fonds de compensation pour la biodiversité » via une filiale nouvelle nommée « CDC Biodiversité ». L'éligibilité sera contrôlée par un comité scientifique et par des représentants d'ONG de défense de l'environnement, pour aider les acteurs économiques à restaurer ou de compenser les dommages créés par les infrastructures et aménagements. Ouverture à l'international, avec la création du Club des investisseurs de long terme et CDC International.
- 2009 : création du Fonds stratégique d'investissement (FSI). Retour à un résultat financier positif.
- 2010 : lancement de deux nouvelles filiales : CDC Infrastructure et CDC Climat.
- 2012 : création de Bpifrance.
- 2013 : création de la Société de financement local reprenant l'activité de financement des collectivités locales de Dexia.
- 2018 : création de la Banque des territoires, nouvelle direction de la Caisse des dépôts.
- 2020 : la CDC devient actionnaire majoritaire (66%) du groupe La Poste[58],[59].
- 2021 : la CDC enregistre un bénéfice net historique à 4,6 milliards d'euros[60].